# 武暖
武暖，是台灣宜蘭縣礁溪鄉的一個傳統地域名稱。位於該鄉南部。相較於今日行政區，其範圍大致為光武村不含西北部。

## 歷史
台灣清治末期，武暖地區為一街庄，稱為「武暖庄」，隸屬於四圍堡。該庄東與抵美庄為鄰，東南與五間庄為鄰，西南與辛仔罕庄為鄰，西北邊為四結庄，東北邊為瑪璘庄。
1901年（日治明治三十四年）11月，廢縣廳改設二十廳，該庄隸屬於宜蘭廳，編入第二區。1905年（明治三十八年）7月，該區改名「四圍區」。1909年（明治四十二年）10月，合併二十廳為十二廳，該庄仍隸屬於宜蘭廳。1920年（大正九年），廢十二廳改設五州二廳，該庄改制為「武暖」大字，隸屬於臺北州宜蘭郡礁溪庄。
戰後礁溪庄改制為礁溪鄉，隸屬於臺北縣，大字亦改制為村。1950年10月，北、基、宜分治，礁溪鄉改隸屬於宜蘭縣。

## 聚落
本地區發展較早的聚落有瓦瑤、辛仔罕社、武暖社、下武暖、上武暖、上抵美等，在日治期初期的官方地圖上已有記載。

## 交通
台鐵宜蘭線是台灣東北部鐵路幹線，大致以北北東—南南西走向經過武暖地區西部凸出部分邊界地帶。境內未設站，但北側不遠處即為四城車站，屬甲種簡易站，僅停靠區間車。由此可前往台鐵沿線各地。

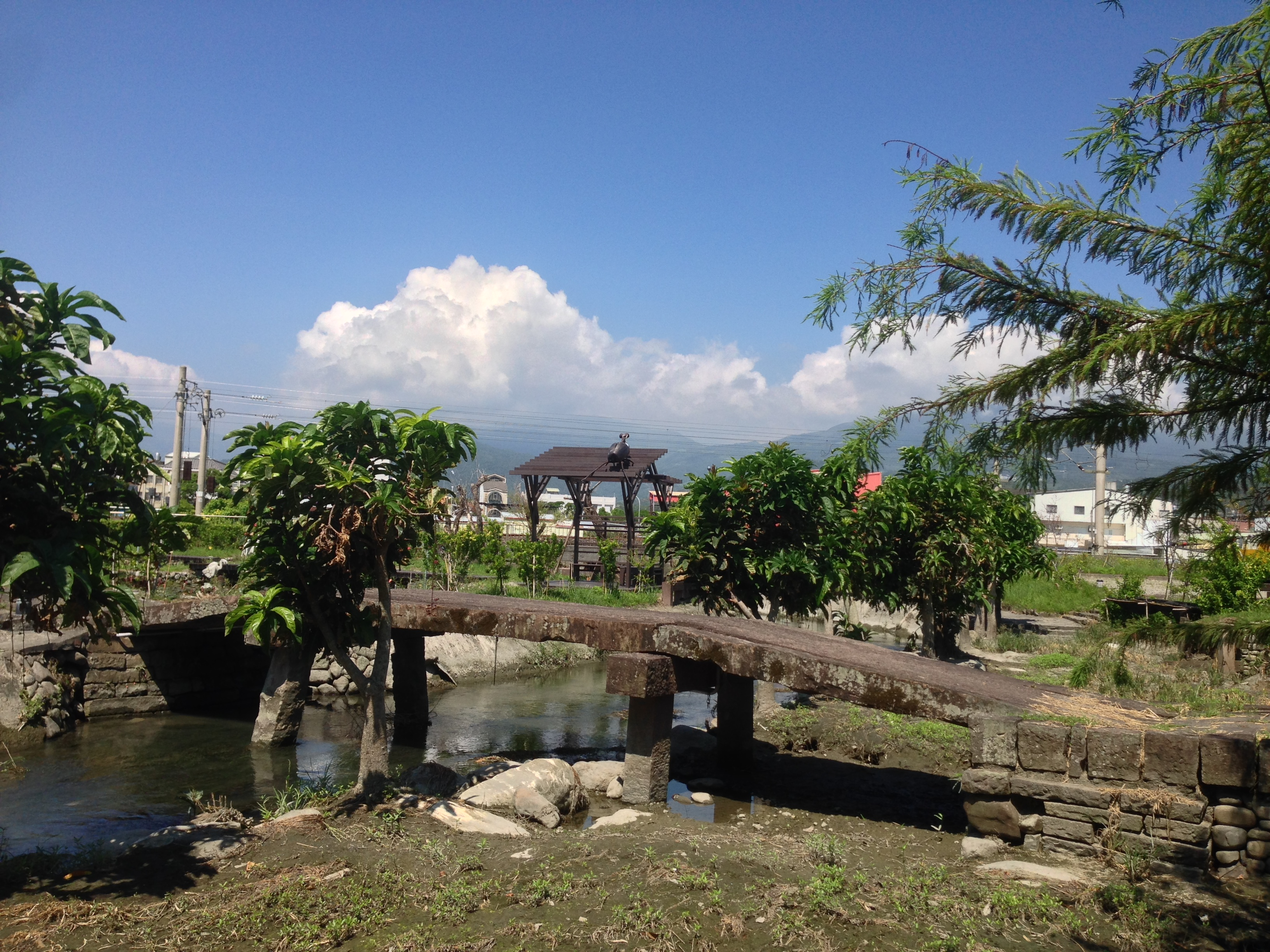
武暖石板橋

國道5號又稱「北宜高速公路」，是橫跨台灣東西部的高速公路，大致以北北東—南南西走向轉縱向蜿蜒經過本地區東部。境內未設交流道，北側最近的是省道台9線交會口南邊的頭城交流道，南側最近的是省道台7線交會口的宜蘭交流道。由該道路向北可前往頭城西南部、坪林、石碇、南港並止於國道3號南港系統交流道，向南可前往宜蘭、羅東、蘇澳等地。
省道台9線（礁溪路三段）又稱「東部幹線」，是台北經東台灣至屏東楓港的幹道，大致以北北東—南南西走向轉西北—東南走向經過本地區西部及西南部邊界外不遠處。由該道路向北北東可前往礁溪市區、頭城西南部、坪林、石碇、新店等地，向東南轉南可繞經宜蘭市區東側以前往五結、羅東、冬山、蘇澳等地。
鄉道宜8線（武暖路）是龍潭至永鎮的道路，大致以西北西—東南東走向經過本地區北部。由該道路向西北西可前往四結、大陂龍潭並止於鄉道宜5線路口，向東南東可前往抵美、土圍西南部、古亭笨、十三股北部、三塊厝永鎮並止於省道台2線路口。

## 文化資產
- 武暖石板橋（縣定古蹟）

## 廟宇
- 武暖石橋頭福德廟（土地祠）